# 巴布扎布

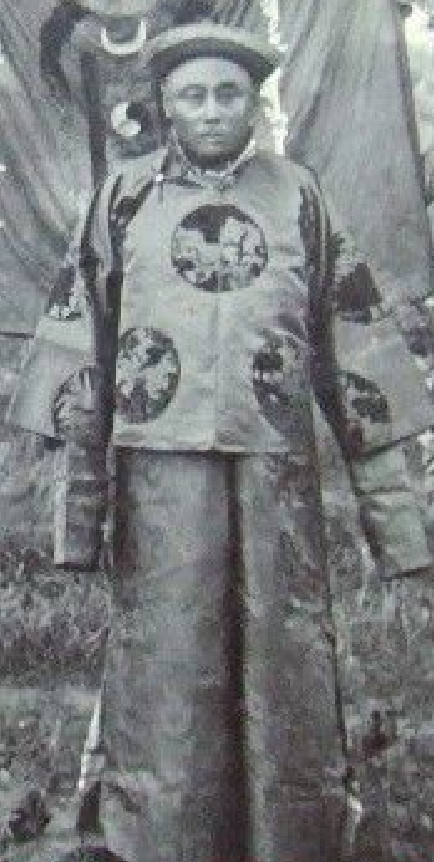
巴布扎布

舒达尔嘎巴特尔·巴布扎布（1875年—1916年8月10日），又称喀喇沁公巴布扎布（Харчин гүн Бавуужав），汉姓韩氏，满蒙独立运动的蒙古族领袖之一。

## 生平
1875年，巴布扎布出生于内札萨克蒙古卓索图盟土默特左翼旗（今辽宁省阜新蒙古族自治县），10岁时举家迁往苏鲁克大冷营子（今辽宁省彰武县大冷蒙古族乡大冷村）居住。1904在日俄战争中参与日军组织的义勇军「满洲义军」。战后满洲义军解散，巴布扎布回到彰武县，此后任巡警局长。:71:98,99
1911年辛亥革命爆发之后，外蒙古独立，建立博克多汗国。内蒙古的一些蒙古人也前往投奔。1912年8月28日夜晚，巴布扎布一家率数十名士兵离开大冷营子，前往投奔奉博克多汗命令进行征兵的科尔沁右翼前旗辅国公那逊阿尔毕吉呼（常称作阿尔花公），被任命为南方方面的营长。此后参与开鲁县的武装暴动。1912年12月，巴布扎布一行抵达库伦。此后巴布扎布申请脱离阿尔花公管辖，要求独立的指挥权，获得政府认可。1913年博克多汗國进攻内蒙古时，巴布扎布是5个方面军的指挥之一，统管东南方面军。此后由于他在内蒙古与中华民国军队作战的功绩，被封为镇国公。:115
1913年11月，俄国在《中俄声明》承认了中国对外蒙古的宗主权。俄罗斯停止对外蒙古的援助，并给予压力；外蒙古撤回了在内蒙古作战的军队。巴布扎布撤往内外蒙古边境。1915年，中国、俄罗斯、外蒙古政府在恰克图会谈签定《中俄蒙协约》，外蒙古承认中国的宗主权。巴布扎布不接受这一结果，仍试图为了全蒙古的统一而发展势力。外蒙古政权因而派军讨伐巴布扎布。:171:115
1915年，他与清朝的肃亲王善耆以及日本浪人川岛浪速取得了联系，结成同盟，试图推动满蒙独立运动。随后在川岛浪速的帮助下得到了日本参谋本部、关东都督府等机关的援助，组织“勤王复国军”，举兵讨伐袁世凯，试图复辟满清。不久袁世凯即病死，日本政府也取消了对满蒙独立运动的支持。但巴布扎布仍率部入侵内蒙古一带。北洋政府派遣军队进行讨伐，巴布扎布战败，次年在林西县的战斗中被北洋直系军阀的部队杀死，一说被自己的部下杀死。残部由色布精额统领，继续在呼伦贝尔一带活动。

## 家族
- 长子：浓乃扎布，留学日本，在早稻田大学读书，后退学，进入陆军士官学校炮兵科学习。[2]
- 次子：甘珠尔扎布（Ganjuurjab），汉名韩绍约，日本名川岛隆良，满洲国将领，娶川岛芳子为妻。[2]
- 三子：正珠尔扎布（Jengjuurjab），汉名韩绍德，日本名川岛成信，满洲国将领。[2]
- 幼弟：萨嘎拉扎布，1929年毕业于满铁育成学校，担任蒙古独立军参谋长，后为满洲国兴安局参事官。[2]

### 书目
- 王柯. . 中文大学出版社. 2015  [2018-09-26]. ISBN 9789629966867. （原始内容存档于2018-09-26）.